# 니지노마쓰바라

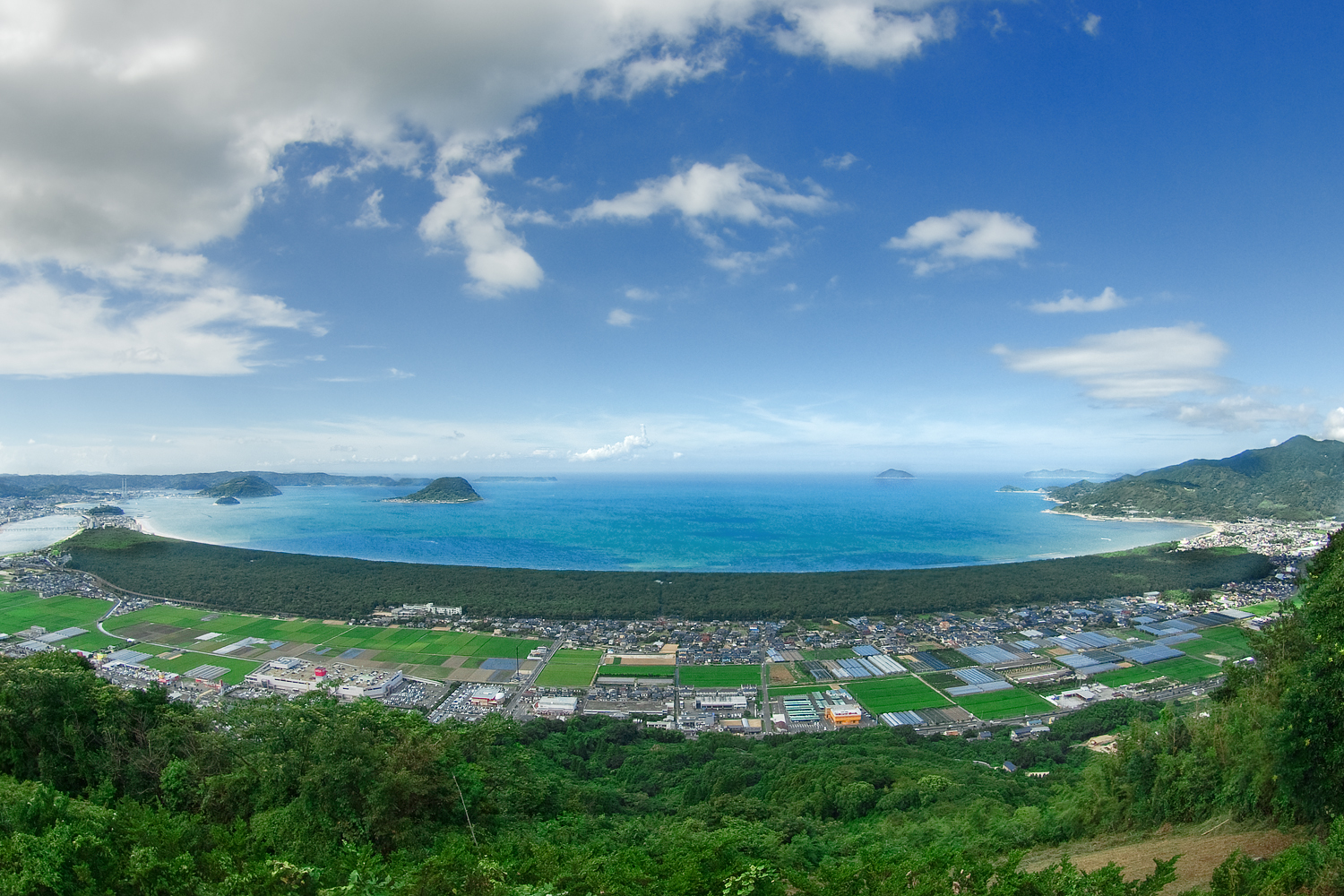
니지노마쓰바라

니지노마쓰바라(일본어: 虹の松原)는 사가현 가라쓰시 가라쓰 만 해안에 넓게 펼쳐진 소나무 숲이다. 일본 3대 송림 중 한 곳으로 특별 명승지로 지정되어 보호되고 있다. 니지노마쓰바라를 한국어로 풀이하면 무지개 송림이 된다. 일본 백사청송 100선, 일본 둔치 100선에도 선정되었으며, 겐카이 국정공원(玄海国定公園)에 속해 있다. 길이는 약 5km에 곰솔이 숲을 이루고 있다.

## 역사
17세기 가라쓰번주 데라자와 히로타카가 황무지 개간의 일환으로 방풍림과 방사림을 조성한 것이 그 시작이다. 번의 비호 아래, 금벌령이 내려진 것은 물론, 뗄감용으로서의 낙엽 채취도 엄격히 제한되었다. 또, 번주 가문이었던 데라자와 가문 이외에도 타 가문에서 부임해온 영주들에 의해 변함없이 관리되어 왔다.
초대 번주 데라자와 히로타카는 송림 중에 자신이 아껴온 7그루의 금솔이 있다고 했지만, 어느 금솔인지 지목하지는 않았다. 이는 주민들에게 금솔을 귀히 여기라는 심적 압박을 가한 것이라고 한다.
송림이 넓은 것에 기인해, 에도 시대에는“2리송림(二里松原)”이라고 불리었다. 메이지 시대가 되고 나서 현재와 같은 무지개 송림으로 불리었지만, 명칭 변경에 관해서는 명확히 알려져 있지 않다.
1771년 막부직할령으로 편입된 후, 일어난 농민 봉기인“마쓰바라요리”의 무대가 되었다.
메이지 유신 이후 국유지에 편입되어, 2007년 현재 사가 삼림관리서(佐賀森林管理署)가 관리 하고 있다. 이 중 송림에 민가소유지대도 조금 걸쳐 있지만, 대부분 보안림으로 지정되어 현재에도 벌목을 제한하고 있다.

## 관광
교통
- JR 규슈 니지노마쓰바라역에서 하차.

## 같이 보기
- 가라쓰번
- 방풍림
- 일본 백사청송 100선
- 일본 둔치 100선